# Xunmenglong
Xunmenglong (che significa "drago rapido" in cinese Pinyin) è un genere di dinosauro teropode compsognathide proveniente dalla Formazione Huajiying, nella Provincia di Hebei in Cina. La specie tipo è Xunmenglong yingliangis (l'unica specie ascritta al genere), vissuta nel Cretacico inferiore, circa 130,7 milioni di anni fa. Il materiale olotipico è costituito dal bacino, dalla base della coda e dagli arti posteriori dell'esemplare, che in precedenza facevano parte di una chimera contenente tre diversi animali. L'animale è considerato il membro più piccolo conosciuto di Compsognathidae, avendo dimensioni paragonabili a quelle dell'olotipo di Scipionyx (un esemplare giovane), ovvero circa 0,5 metri di lunghezza.